# Robin Farina
Robin Farina (* 3. September 1977 in Nashville) ist eine US-amerikanische Radrennfahrerin.
2008 gewann Robin Farina die Gesamtwertung des Joe Martin Stage Race in Fayetteville und wurde Dritte beim Fitchburg Longsjo Classic. 2011 wurde sie US-amerikanische Meisterin im Straßenrennen.